# River Plate Aruba
Club Aruba River Plate je fotbalový klub hrající Aruba Madiki Oranjestad.
Tituly v domácí soutěži:
- 1993
- 1997

## Hráči A-týmu mužů

### Soupiska
| Číslo |            | Pozice | Hráč                         |
| ----- | ---------- | ------ | ---------------------------- |
| 1     | Haiti      | B      | Pierre F'Leus                |
| 2     | Aruba      | O      | Aldrick Conor (vice-kapitán) |
| 3     | Aruba      | O      | Gikay Croes                  |
| 4     | Aruba      | O      | Carlos Quandt (vice-kapitán) |
| 5     | Aruba      | Z      | Alberto Grovell (kapitán)    |
| 6     | Aruba      | O      | Derrick Tromp                |
| 7     | Aruba      | Ú      | Carlos.B. Quandt             |
| 8     | Aruba      | O      | Bryan Quandt                 |
| 9     | Nizozemsko | Ú      | Jelano Curden                |
| 10    | Aruba      | Ú      | Albert Grovell               |
| 11    | Aruba      | Ú      | Rufino Rodriquez             |
| 12    | Aruba      | B      | Jermin Lacle                 |

| Číslo |          | Pozice | Hráč               |
| ----- | -------- | ------ | ------------------ |
| 13    | Aruba    | O      | Beatle Nadall      |
| 14    | Aruba    | Z      | Jeandre Boekhouwer |
| 15    | Aruba    | Z      | Kimali Chambers    |
| 16    | Aruba    | Ú      | Lesly Angela       |
| 17    | Kolumbie | Z      | Jorge Sanguino     |
| 18    | Aruba    | Ú      | Johnito Grovell    |
| 19    | Aruba    | O      | Gerry Quandt       |
| 20    | Aruba    | O      | Jeanuar De Palm    |
| 21    | Aruba    | Ú      | Shelton Charles    |
| 22    | Aruba    | Ú      | Andres Gomez       |
| 23    | Aruba    | Ú      | Nathanien Ras      |
| 24    | Aruba    | B      | Gioshua Maduro     |